# きえた機関車
『きえた機関車（汽車のえほん25）』（きえたきかんしゃ（きしゃのえほん25））（原題Duke The Lost Engine）は、低学年の児童向け絵本シリーズ「汽車のえほん」の第25巻である。

## 概要
1970年にイギリスで発行されたウィルバート・オードリー牧師執筆による汽車のえほんシリーズの第25巻。4話の短編作品を収録。挿絵はガンバー＆ピーター・エドワーズが担当。ポプラ社から1981年2月に日本語訳が出版されていたが、2004年頃絶版。2010年12月にミニ新装版が発売された。

## 成立の過程
1945年から、ほぼ毎年に1巻ずつ続巻してきた本シリーズの第25巻。第20巻で少しだけ触れられていた「機関車」のデュークの事とそれにまつわる廃止されたミッド・ソドー鉄道でのエピソードを描いた内容となっている。
ただし第20巻の「デューク」は第20巻執筆時点ではサー・ハンデルやピーター・サムの旧知の機関車ではなく、「ぼくたちの知っているデュークじゃなかった」というのはこの巻の後付である。

## 収録作品
- おじいちゃんポッポ (Granpuff)
- デュークとファルコン (Bulldog)
- デュークとスチュアート (You Can't Win!)
- ねむれる森の機関車 (Sleeping Beauty)

## 登場キャラクター
メインキャラクター
- オリバー
- ドナルド

スカーローイ鉄道
- スカーロイ
- レニアス
- ダンカン
- ピーター・サム（スチュアート）
- サー・ハンデル（ファルコン）

ちんまり鉄道
- マイク
- バート
- レックス

サブキャラクター
- デューク - 初登場。
- スタンリー/二号機関車 - この巻のみに登場。

## その他
- 前書きで述べられている「南アメリカの行方不明の機関車」とは、ブラジルのマデーラ&マモーレ鉄道の4-4-0「コロネル・チャーチ」である。1878年に発見されたときは残骸同様の状態だったが、修理されて1909年まで活躍した。
- 埋もれた機関庫の天井が抜けた直後のデュークのセリフの日本語訳が版によって違っており、旧版絵本では天井を破って落ちてきた太っちょ牧師を「あなたは（注：野蛮人という意味で）バンダル人ですか？」とデュークが言うが、新版ではもう少しマイルドな言い方に変更されている。